# Това е нощта
„Това е нощта“ (на английски: This Is the Night) е американска драма от 2021 г., написана и режисирана от Джеймс Демонако. Във филма участват Франк Грило, Луциус Хойос, Джона Хауер-Кинг, Боби Канавале и Наоми Уотс. Джейсън Блум служи като продуцент чрез банера Blumhouse Productions, а Себастиен К. Лемерсиер – чрез банера Man in a Tree Productions.
Филмът е пуснат в Angelika Film Center за ограничено излъчване на 17 септември 2021 г. и е дигитално пуснат от 21 септември 2021 г. от Universal Pictures.

## Актьорски състав
| Актьор           | Роля           |
| ---------------- | -------------- |
| Франк Грило      | Винсънт Дедея  |
| Луциус Хойос     | Антъни Дедея   |
| Джона Хауер-Кинг | Крисчън Дедея  |
| Боби Канавале    | Франк Ларока   |
| Наоми Уотс       | Мари Медея     |
| Метод Мен        | Луис           |
| Ракуел Кастро    | Ана Точи       |
| Лени Венито      | Кармин Качиопо |
| Макс Касела      | Полицаят       |
| Ривър Александър | Дов Сабиан     |
| Чейз Вачнин      | Алби Ленекса   |
| Маделин Клайн    | София Ларока   |